# José García Nieto
José García Nieto (Oviedo, 6 luglio 1914 – Madrid, 27 febbraio 2001) è stato un poeta e scrittore spagnolo, vincitore del Premio Cervantes e membro, insieme a Gabriel Celaya, Blas de Otero e José Hierro, della generazione poetica del dopoguerra spagnolo.

## Biografia
José García Nieto è nato a Oviedo il 6 luglio 1914, presso Calle Portugalete, oggi Melquíades Álvarez. Figlio di José García Lueso e María de la Encarnación Nieto Fernández. Il padre, laureato in giurisprudenza, si dedicò al giornalismo. Perse il padre all'età di nove anni e visse con la madre in città come Saragozza, Toledo e Madrid, dove studiò il liceo e iniziò a scrivere versi. All'inizio della Guerra civile spagnola (1936-1939), ricoprì la carica di segretario del Comune di Chamartín de la Rosa - che sarebbe poi stato assorbito dal Comune di Madrid -, fu mobilitato e alla fine della Dopo la guerra ritornò in Consiglio Comunale. Iniziò lo studio delle scienze esatte, che abbandonò per dedicarsi al giornalismo a Madrid. Si stabilì a Madrid nel 1939 dove entrò in contatto con il circolo letterario del Café Gijón e nella primavera del 1943 fondò la rivista Garcilaso, organo della generazione poetica del dopoguerra, neo-garcilasista e formalista.
Da allora si è dedicato alla letteratura, in particolare alla poesia, al teatro, compreso l'adattamento di classici spagnoli, e alla sceneggiatura di film. È stato premiato numerose volte, tra cui nel 1950 il Premio Adonáis per Signora della solitudine, il Premio Fastenrath della Real Academia Española per Geografía es amor nel 1955 e il Premio nazionale di letteratura in due occasioni, 1951 e 1957. Nel 1980 ottenne il Premio Mariano de Cavia per il giornalismo e poco dopo, il 28 gennaio 1982, fu eletto accademico della Real Academia Española, occupando la cattedra "i" lasciata vacante da José María Pemán. Allo stesso modo, nel 1987, ha ottenuto il Premio González-Ruano per il giornalismo e nel 1996 il Premio Cervantes per tutta la sua opera.
Fu direttore delle riviste Garcilaso, Poesía Española e della sua continuazione, Poesía Hispánica. Hanno pubblicato, tra gli altri, scrittori e poeti come Luis Rosales, Leopoldo Panero, María Victoria Atencia, Juan José Cuadros, Ramón de Garciasol, Manuel Álvarez Ortega, Juan Antonio Villacañas, Juan Van Halen, Concha Lagos, Carlos Murciano, Francisco Umbral, Angelina Gatell, Jorge Teillier e José-Miguel Ullán.
Nel centenario della sua nascita, la Biblioteca nazionale di Spagna ha reso omaggio a José García Nieto. Hanno partecipato a questo omaggio: Paloma García-Nieto, figlia del poeta Víctor García de la Concha, José Manuel Blecua e la direttrice della Biblioteca Nazionale Ana Santos Aramburo.
Sua figlia, Paloma García-Nieto, presidentessa della Fondazione García Nieto, ha depositato nella Caja de las Letras dell'Istituto Cervantes, un lascito "in memoriam", con vari oggetti: la prima bozza del discorso con cui José García Nieto è entrato all'Accademia Reale Spagnola (1982); la macchina da scrivere utilizzata dal poeta, insieme a dieci numeri originali della rivista "Garcilaso".

## Opere

### Opere poetiche
- Víspera hacia ti (1940)
- Poesía (1944)
- Versos de un huésped de Luisa Esteban (1944)
- Tú y yo sobre la tierra (1944)
- Retablo de ángel, el hombre y la pastora (1944)
- Del campo y soledad (1946)
- Juego de los doce espejos (1951)
- Tregua (1951). Premio Nacional de Poesía
- La red (1955). Premio Fastenrath
- Geografía es amor (1956). Premio Nacional de Poesía
- El parque pequeño (1959)
- Corpus Christi y seis sonetos (1962)
- Circunstancias de la muerte (1963)
- La hora undécima (1963)
- Memorias y compromisos (1966)
- Hablando solo (1967). Premio Ciudad de Barcelona
- Facultad de volver (1970)
- Taller de arte menor y cincuenta sonetos (1973)
- Súplica por la paz del mundo y otros "collages" (1973). Premio Boscán
- Sonetos y revelaciones de Madrid (1974)
- Los cristales fingidos (1978)
- El arrabal (1980)
- Nuevo elogio de la lengua española (1983)
- Sonetos españoles a Bolívar (1983)
- Piedra y cielo de Roma (1984)
- Carta a la madre (1988). Premio Mundial de Poesía Mística Fernando Rielo
- Mar viviente (1989)

### Opere in prosa
- Donde el mundo no cesa de referir su historia (1983)
- El cuaderno roto (1989)